# 拥军街道
拥军街道，是中华人民共和国黑龙江省大庆市萨尔图区下辖的一个乡镇级行政单位。

## 行政区划
拥军街道下辖以下地区：
五环社区、绿洲社区、八一社区、春雷社区和丰收社区。